# Chalcionellus orites
Chalcionellus orites är en skalbaggsart som beskrevs av Reichardt 1932. Chalcionellus orites ingår i släktet Chalcionellus och familjen stumpbaggar. Inga underarter finns listade i Catalogue of Life.